# 강성윤
강성윤(姜聲潤, 2003년 3월 3일 ~ )은 대한민국의 축구 선수로, 포지션은 수비수이다.